# José Antonio Coderch

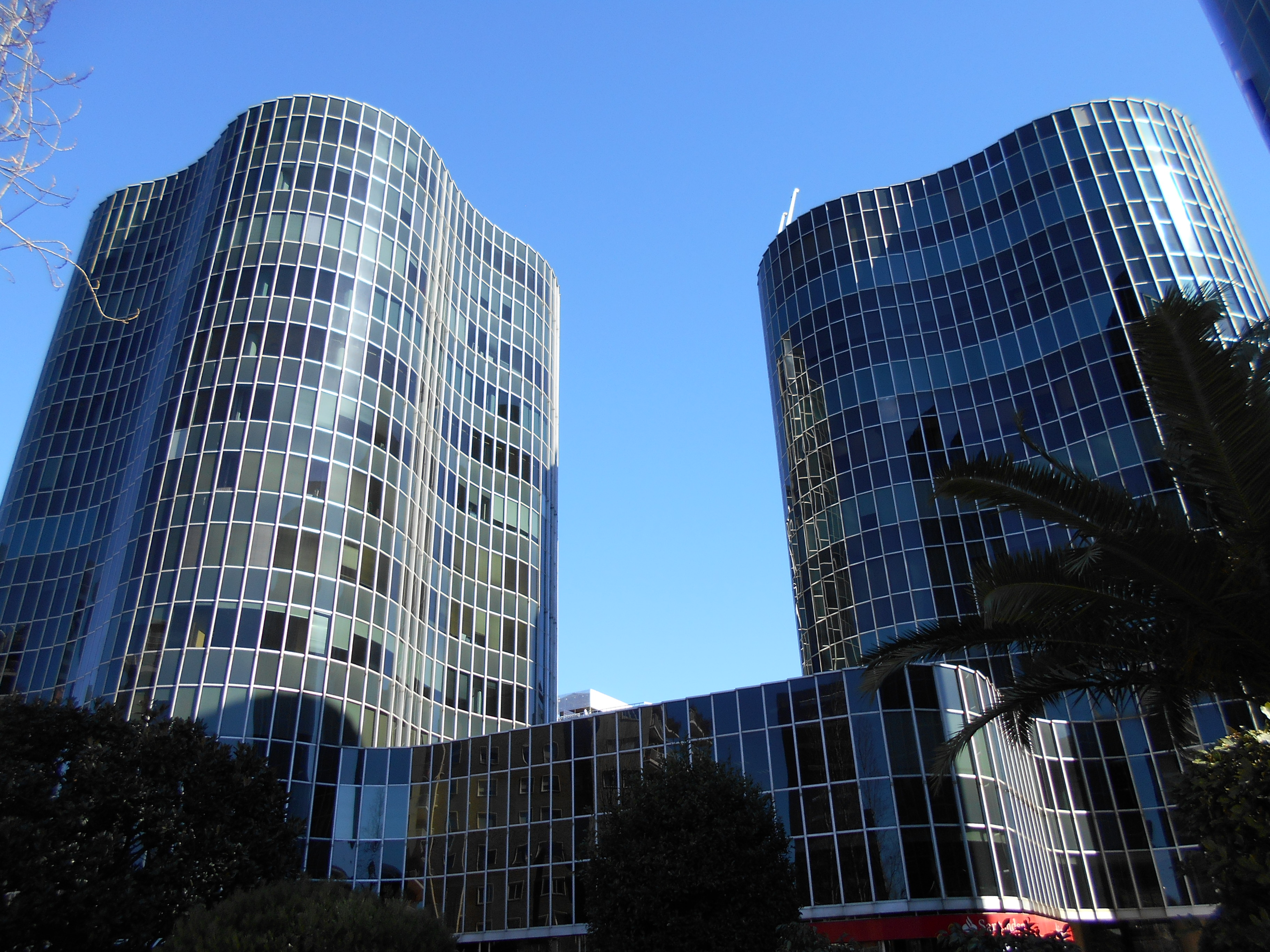
Torres Trade (1965-1969), de José Antonio Coderch y Manuel Valls.

José Antonio Coderch y de Sentmenat (Barcelona, 25 de noviembre de 1913-Espolla, 6 de noviembre de 1984) fue un arquitecto español. En la España de posguerra, Coderch despuntó como el arquitecto de la modernidad. De personalidad compleja y cercano al franquismo,  le relegaron durante muchos años al olvido, a pesar de ser un arquitecto con una obra singular.

## Biografía
Combatió en la guerra civil española en el bando sublevado. Estudió en la Escuela Técnica Superior de Arquitectura de Barcelona, donde tuvo como profesor a Josep Maria Jujol. Comenzó a trabajar en Madrid con Pedro Muguruza y más tarde con Secundino Zuazo. Recién licenciado es nombrado arquitecto municipal de Sitges, villa para la que proyecta el cuartel de la Guardia Civil y algunas casas particulares como la casa Terrés-Camaló (1941). A los dos años de terminar sus estudios, Coderch estableció en Barcelona su despacho de arquitectura junto con Manuel Valls. En los años siguientes proyectó numerosos edificios, algunos de los cuales ya fueron representativos del conjunto de su obra, como la Casa Ugalde, y el Edificio de Viviendas de la calle Johann Sebastian Bach en Barcelona. Recibió varios premios de arquitectura y de diseño y Josep Lluís Sert lo propuso como miembro representante de España en el CIAM, el Congreso Internacional de Arquitectos Modernos. Una de sus obras más significativas fue la lámpara DISA o Coderch, que ha sido premiado repetidas veces. Esta refleja su forma de trabajar, pensaba constantemente cómo mejorar sus proyectos a pesar de estar en uso y cómo aprovechar mejor los materiales empleados.
Su Pabellón de España para la IX Trienal de Milán obtuvo un gran éxito de crítica.
En 1965 Coderch inició su actividad como profesor en la Escuela Superior de Arquitectura de Barcelona.
Fue miembro del Team 10 participando en discusiones junto a Peter Smithson, Alison Smithson, Aldo Van Eyck y otros.

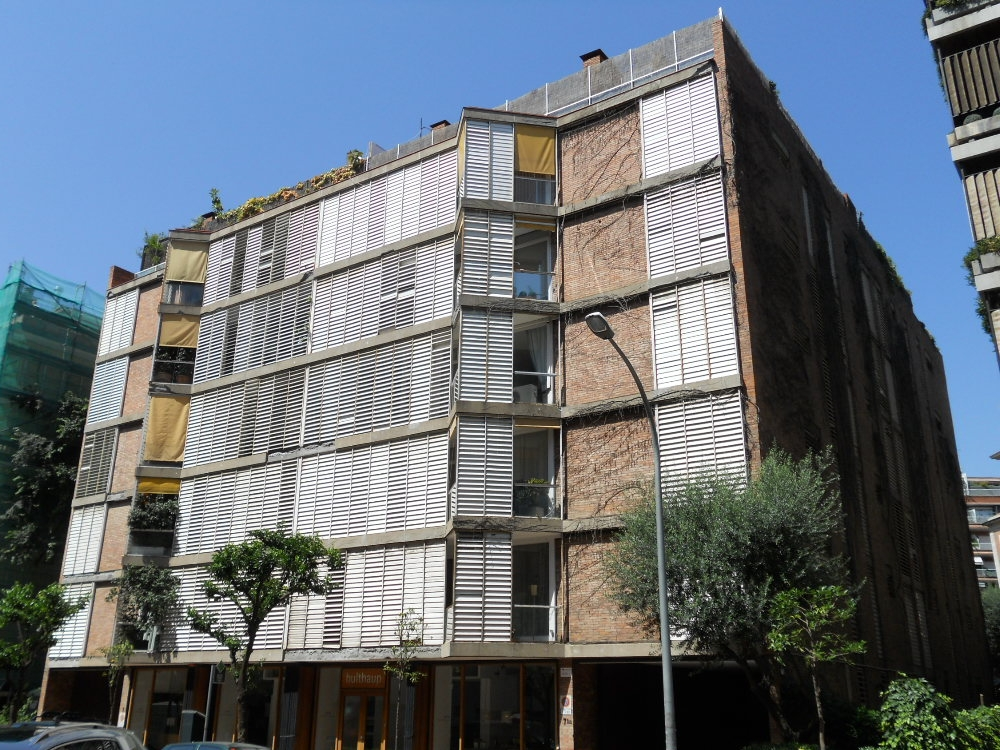
Edificio de viviendas en la calle Johann Sebastian Bach de Barcelona.

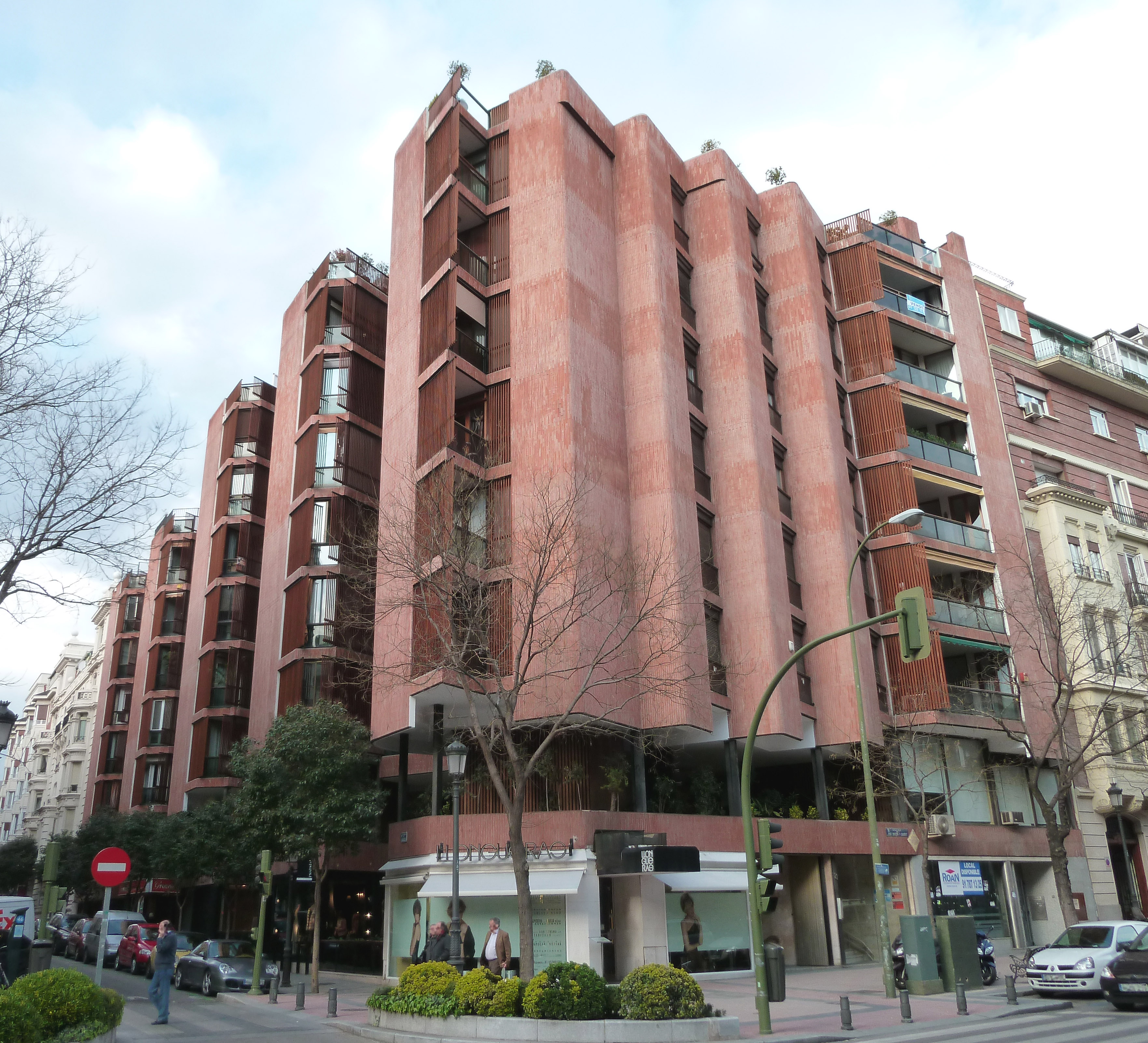
Edificio de viviendas Girasol, en Madrid (1966).

Arquitectos y críticos de renombre en el campo de la arquitectura como Ricardo Bofill y Vittorio Gregotti, lo consideran, por encima de todos, el auténtico protagonista del renacimiento de la arquitectura española en la época de la posguerra. Aun así, su legado arquitectónico está pendiente de reivindicar en Cataluña porque incomodan sus posturas políticas abiertamente franquistas (se encargaba de mostrar que era lector de El Alcázar) y el hecho de que no hablara nunca en catalán.

## Obras seleccionadas
Coderch es un arquitecto que integra las corrientes racionalistas del momento con las revisiones organicistas promovidas en los años 1960 sobre todo desde Gran Bretaña. Desarrolla e investiga en los parámetros organicistas con su participación en el Team 10. Dos obras que representan esta simbiosis racionalista y organicista son el edificio Girasol y la casa Ugalde, construidos en Madrid y Barcelona respectivamente. Esta fusión de influencias da la clave personal de la obra proyectada y construida por Coderch, una arquitectura dialogante con el entorno que se anticipa a los conceptos de sostenibilidad urbana ambiental al integrar parámetros bioclimáticos.

### Obras más importantes
- Casa Ugalde (Caldetas).
- Pabellón de Exposiciones, IX Trienal de Milán (Milán).
- Casa Gili (Sitges, 1965).
- Casa Rozès (Rosas).
- Casa Senillosa (Cadaqués).
- Torres La Caixa (Barcelona, 1983)
- Edificio Banco Transatlántico (Barcelona).
- Edificio de viviendas en la calle Johann Sebastian Bach (Barcelona).
- Casa Uriach (La Ametlla).
- Edificios Trade (Barcelona).
- Hotel del Mar (Palma de Mallorca).
- Casa Catasús (Sitges).
- Urbanización Can Pep Simó (Ibiza).
- Edificio Girasol (Madrid, 1966).
- Conjunto de viviendas del Banco Urquijo (Barcelona).
- Edificio del Instituto Francés (Barcelona).
- Ampliación de la Escuela Técnica Superior de Arquitectura (Barcelona).
- Centro Técnico de Seat (Martorell).
- Premis Ramon Planas del Ayuntamiento de Sitges.
- Lámpara DISA (1957).
- Lámpara Cister (1970), obra inédita.
- Lámpara DISA (reedición, 2013).